# Jean-Antoine Houdon

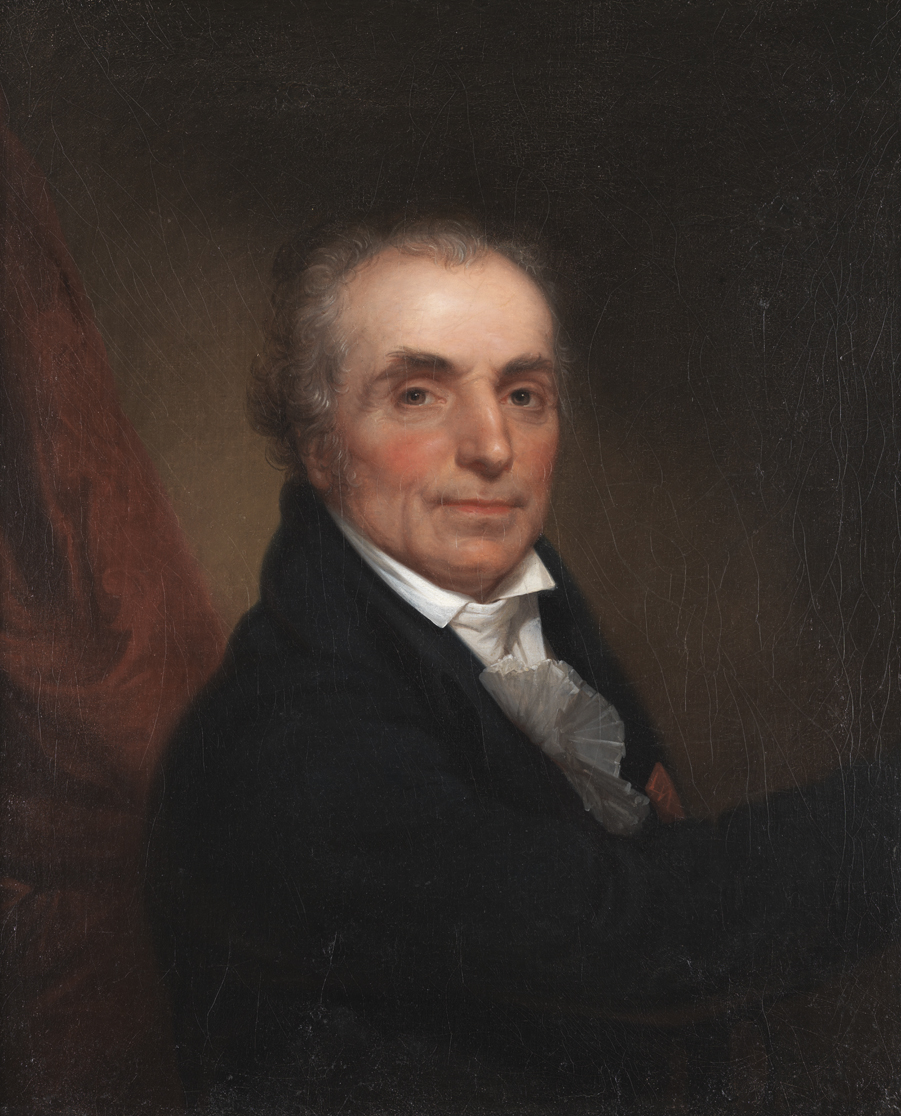
Jean Antoine Houdon, 1808. Ölgemälde von Rembrandt Peale

Jean-Antoine Houdon (* 25. März 1741 in Versailles; † 15. Juli 1828 in Paris) war ein französischer Bildhauer des Klassizismus.

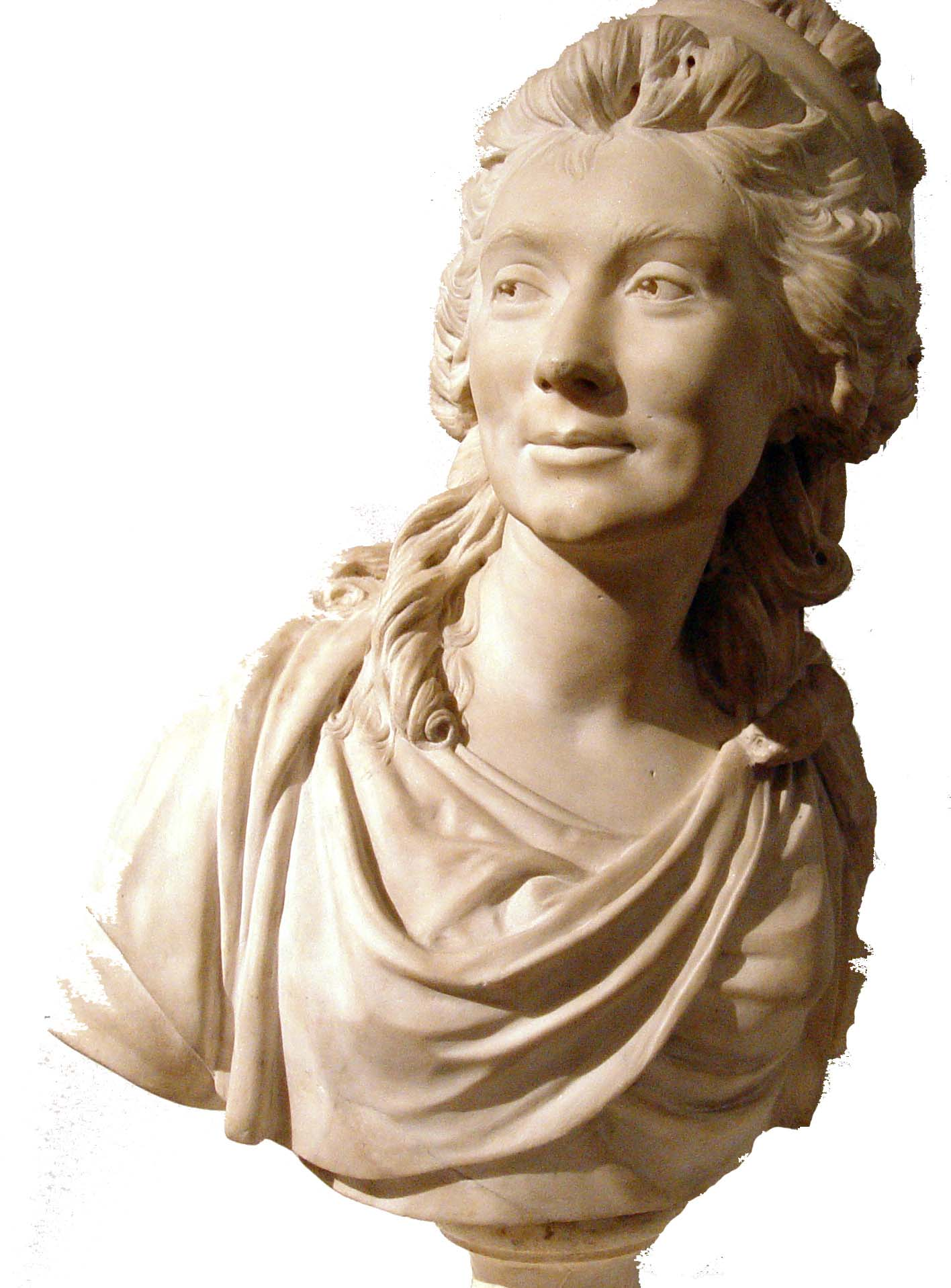
Comtesse de Sabran

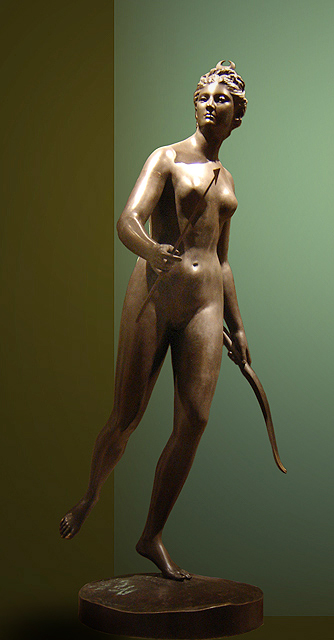
Bronzestatue Diana (1790). Musée du Louvre

Porträtbüste von Jean-Jacques Rousseau, 1778 nach der Totenmaske gefertigt. Wallraf-Richartz-Museum (Köln)

## Leben und Wirken
Jean-Antoine Houdon wurde durch zahlreiche Statuen und Porträtbüsten im auslaufenden 18. Jahrhundert bekannt. Bei Houdon lässt sich der Übergang von der repräsentativen zur künstlerischen, motivbezogenen Bildhauerei gut nachvollziehen.
Seine Werke sind in berühmten Museen, wie dem Louvre in Paris, dem Liebieghaus in Frankfurt am Main, dem Bode-Museum in Berlin oder dem Musée Fabre in Montpellier sowie in der Eremitage in Sankt Petersburg ausgestellt, aber auch im Herzoglichen Museum in Gotha, das die größte Sammlung seiner Frühwerke beherbergt. Er war in Frankreich, Deutschland, Russland, Italien und den Vereinigten Staaten tätig und galt als erfolgreichster Porträtbildhauer seiner Zeit. Er verstand es, wie kaum ein anderer zeitgenössischer Bildhauer, die feinen Züge seiner Modelle zu erfassen und deren Charakter in Marmor zu formen. 
In die Weimarer Klassik ging er insofern ein als Carl August oder auch Anna Amalia von Sachsen-Weimar-Eisenach ihre Sammlungen mit seinen Werken vervollständigten. So schaffte u. a. Carl August ein Porträt des Komponisten Christoph Willibald Gluck an, den er 1775 selbst kennengelernt hatte. Im Wittumspalais Anna Amalias befinden sich Houdons Porträtbüsten von Voltaire, Diderot und Rousseau, welche die Wertschätzung der französischen Aufklärung ausdrücken.
Jean-Antoine Houdon war Mitglied im Bund der Freimaurer und Mitglied der sogenannten Philosophenloge Neuf Sœurs in Paris.
Houdon heiratete 1786. Aus seiner Ehe stammen drei Töchter, die des Öfteren seine Modelle waren.

## Werke
- 1765 Comte de la Tour d’Auvergne
- 1767 Muskelmann
- 1768 Mme Adélaïde
- 1771 Morpheus
- 1771 Denis Diderot
- 1771  Porträtbüste Isabelle de Charrière
- 1771–1773 Aufträge am Gothaer Hof (Herzogtum Sachsen-Gotha-Altenburg)
- 1773 Büste Katharina II. von Russland
- 1776 Marmorbüste Christoph Willibald Gluck
- 1776 Statue Diana, im Herzoglichen Museum Gotha
- 1778 Statue Voltaire, Marmor, 63 cm
- 1778 Benjamin Franklin
- 1778 Porträtbüste Jean-Jacques Rousseau
- 1778 Porträtbüste Molière
- 1783 La Frileuse (Die Frierende), im Musée Fabre; kleinere Version von 1793 im Louvre.
- 1785 Büste Comtesse de Sabran
- 1788–1790 Statue George Washington
- 1789 Prinz Heinrich von Preussen, im Park von Tamsel (poln. Dąbroszyn), heute verloren.
- 1789 Thomas Jefferson
- 1790 Bronzestatue Diana, im Musée du Louvre
- 1791 Porträtbüste Baron Otto Hermann von Vietinghoff
- 1791 Porträtbüste Anne-Ange Houdon im Alter von 15 Monaten.
- 1801 Porträtbüste Dorothea von Schlözer, ausgestellt im Pariser Salon, heute Universitätsbibliothek Göttingen
- 1803/1804 Porträtbüste Robert Fulton.
- 1806 Porträtbüste Napoléon Bonaparte

## Ausstellung
- 2009/2010: Jean-Antoine Houdon. Die Jubiläumsausstellung, Liebieghaus, Frankfurt am Main